# Arnold Klebs
Arnold C. Klebs (17 mars 1870 - 6 mars 1943) est un médecin suisse spécialisé dans l'étude de la Tuberculose. 

## Biographie
Né à Berne, en Suisse, Arnold Klebs, est le fils du célèbre bactériologiste Edwin Klebs, et est élevé en présence d'un large éventail de scientifiques, d'artistes et d'historiens. Dans son adolescence, Klebs est l'un des pionniers de la course cycliste en Suisse.
Klebs obtient un diplôme de médecine de l'Université de Bâle en 1896, puis part aux États-Unis pour pratiquer la médecine. Klebs travaille avec William Osler à l'Université Johns-Hopkins pendant un an après son arrivée aux États-Unis et est un contemporain de William Welch. Après son travail chez Osler, il travaille comme directeur de sanatorium et spécialiste de la tuberculose à Citronelle, Alabama et Chicago, Illinois. Compte tenu de sa longue expérience avec la maladie, Klebs est nommé l'un des premiers directeurs de l'Institut national de la tuberculose.
En 1910, il retourne dans sa Suisse natale et s'installe dans une villa au bord du lac Léman. En 1939, Klebs fait don de sa collection de livres à Harvey Cushing qui rejoint ce qui devient la Bibliothèque médicale Harvey Cushing/John Hay Whitney de l'Université Yale, où ils sont organisés par Madeline Stanton (en),. Ceux-ci comprennent des incunables, des traités sur la peste, des herbes, des livres et des brochures sur la tuberculose et des livres sur l'inoculation et la vaccination. La bibliothèque de Klebs comprend 3000 textes liés à la seule tuberculose.